# سجن دار نعيم
هو سجن في موريتانيا. يقع في بلدية دار النعيم؛ وهي منطقة صحراوية تبعد 30 كيلومترًا (19 ميلًا) عن وسط العاصمة الموريتانية نواكشوط.

## إغلاقات
في 9 أغسطس 2021 قررت الحكومة الموريتانية إغلاق سجن دار النعيم، وسجن تيرس زمور، وإحالة أكثر من 1500 سجين إلى سجن أنبيكه بولاية تكانت، بعد انتهاء الأشغال فيه.

## حالات نقل سجناء
في 25 أغسطس 2016 نقلت السلطات الموريتانية 13 سجينا من من مقاطعـة روصو، إلى سجن دار النعيم. وقررت السلطات ترحيل عدد من السجناء من أجل تخفيف الضغط على سجن روصو، وهو ما تم بناء على رغبة 13 سجيناً في الترحيل إلى نواكشوط.

## حالات فرار
في عام 2016 فرَّ أكثر من اربعين معتقلا بينهم سجناء خطيرون من أكبر سجن في نواكشوط مستغلين تخفيف اجراءات المراقبة مع تبديل الحراس النعيم في شمال شرق العاصمة وبينهم .

## جدل
| المعلومات التي جمعناها تشير إلى أن الهدف منها هو إلحاق أقصى قدر من المعاناة والإذلال بسجناءها وعندما زار المندوبون سجن دار النعيم بعد ستة أشهر تقريبًا من افتتاحه، لقد كانت بالفعل في حالة يرثى لها، اتسمت بالاكتظاظ والظروف غير الصحية |
| —منظمة العفو الدولية |

بعد افتتاح السجن باسبوع ذكرت منظمة العفو الدولية تقريرًا عن سجن الجديد لإيواء 300 سجين، وحل محل السجن السابق الواقع ليزداد الجدل وطالبت بإغلاقه.
ظهرت عِدة صور أظهرت أحد السجناء وهو يعاني من مرض فقدان المناعة المكتسبة (السيدا)، وحالتهُ مزرية، كما اظهرت الوضعية الصعبة لحمامات السجن، إضافةً إلى سوء الوجبات الغذائية التي تقدم للسجناء.